# ペゼリ・ヤト
ペゼリ・ヤト（Peceli Yato、1993年1月17日 - ）は、トップ14、ASMクレルモン・オーヴェルニュに所属するラグビー選手。

## プロフィール
- フィジー・シンガトカ出身。
- ポジションはフランカー(FL)。
- 身長 196cm、体重 112kg
- ニックネームはYato[1]。
- U20フィジー代表に選ばれたことがある[2]。
- フィジー代表キャップは20（2021年1月現在）でワールドカップ2015・2019のフィジー代表に選ばれた[3]。

## 略歴
2014年、ASMクレルモンに加入。